# Joan Benoit
Joan Benoit Samuelson (Cape Elizabeth, Maine, 16 de mayo de 1957) es una atleta estadounidense especialista en carreras de larga distancia. Fue la primera campeona olímpica del maratón femenino, en los Juegos Olímpicos de Los Ángeles 1984.

## Trayectoria
Joan Benoit empezó a correr como forma de rehabilitación tras fracturarse una pierna mientras esquiaba. Se dio a conocer en 1979 cuando siendo casi desconocida participó en la maratón de Boston, y acabó ganando la prueba. A principios de los ochenta tuvo problemas con las lesiones y tuvo incluso que operarse por el tendón de Aquiles. En 1982 ganó el maratón de Eugene, en California, con un tiempo de 2h 26:11, el mejor del mundo ese año.
En el maratón de Boston de 1983 disputado el 18 de abril, causó sensación cuando además de ganar por segunda vez esta prueba, consiguió un tiempo de 2h 22:43, batiendo en casi tres minutos el récord mundial de la prueba, que casualmente había batido justo el día anterior la noruega Grete Waitz en el maratón de Londres. En el verano de 1983 participó también en los Juegos Panamericanos de Caracas en la prueba de 3000 m, y ganó la medalla de oro.
1984 fue un año muy importante para el maratón femenino, pues era la primera vez que esta prueba formaba parte del programa de los Juegos Olímpicos. En Los Ángeles, Joan Benoit sorprendió cuando desde el principio de la carrera decidió tirar en solitario, escapándose del grupo e imponiendo un ritmo tan elevado que parecía suicida, dadas las condiciones de elevado calor y humedad en que se disputaba la prueba, y casi todos pensaban que acabaría pagándolo en la parte final del recorrido. Sin embargo no fue así y Joan Benoit entró en el estadio olímpico con una amplia ventaja sobre sus perseguidoras. Su tiempo fue de 2h 24:52, más de un minuto menos que la segunda clasificada, la noruega Grete Waitz (2h 26:18). La medalla de bronce fue para la portuguesa Rosa Mota (2h 26:57). 
Como detalle añadir que el récord olímpico de Joan Benoit en esta prueba no sería batido hasta los Juegos Olímpicos de Sídney 2000, dieciséis años después.
Joan Benoit se convirtió así en una de las grandes protagonistas de esos Juegos. En 1985 consiguió su último triunfo importante, al ganar el maratón de Chicago, haciendo además su mejor marca personal con 2h 21:21, aunque no fue récord mundial pues poco antes la noruega Ingrid Kristiansen (cuarta en Los Ángeles 84) lo había bajado en Londres hasta 2h 21:06.
Después de este año las lesiones fueron apartando a Joan Benoit de las grandes carreras, aunque siguió compitiendo. Por ejemplo en 1991 fue cuarta en el maratón de Boston, en 1992 ganó el maratón de Columbus, en Ohio, y en 1996, con 39 años participó en las pruebas de clasificación para ir a los Juegos Olímpicos de Atlanta. 
Tras su retirada escribió algunos libros sobre atletismo, y ejerció de entrenadora en pruebas de cross y de larga distancia. También ha sido comentarista deportiva en algunos medios de su país. Es una deportista muy querida en Estados Unidos.
Además en 1998 creó una carrera de 10 kilómetros en su ciudad natal, Cape Elizabeth, que se celebra cada año y a la que han asistido importantes corredores de clase mundial. Ella misma ha participado e incluso ganado en esta carrera. 
Actualmente vive en Freeport, Maine, junto a su marido Scott Samuelson, y es madre de dos hijos, Abby y Anders.